# Хаммурапі I
Хаммурапі I (*д/н — бл. 1750 до н. е.) — цар держави Ямхад близько 1765/1764—1750 років до н. е.

## Життєпис
Син царя Ярім-Ліма I і гашери, яка ймовірно була донькою вавилонського царя Хаммурапі. Є окремі свідчення, що долучився до державних справ ще за життя батька. Можливо, виконував роль намісника під час походів Ярім-Ліма I.
Посів трон близько 1765/1764 року до н. е. Продовжив політику, спрямовану на союз із Вавилоном, протистояння амбіціям Еламу. Вже на початку панування, близько 1764 року до н. е., рушив на допомогу вавилонянам, яким загрожував Сіве-палар-хупак, цар Еламу. В цей час за допомоги Зімрі-Ліма, царя Марі, вдалося попередити союз Катни з Еламом, спрямований проти Ямхаду. В результаті еламітам було завдано нищівної поразки.
1763 року до н. е. Хаммурапі I виступив проти Катни, змусивши його царя Амут-пі'ела II знову визнати його зверхність. 1762 року до н. е. відправив війська для кампанії вавилонського царя Хаммурапі проти Ларси. За цим знову підтвердив владу над Каркемишом, яка лише зміцнилася.
1761 році до н. е. Вавилон переміг Марі захопивши царство. Втім можливо Хаммурапі Вавилонський діяв спільно з Хаммурапі Ямхадський, оскільки останній зайняв західні володіння Марі.
У 1757 році до н. е. підтримав похід проти субареїв та племен какму, просунувся далі на північ, до кордонів Ассирії, можливо навіть захопивши частину її земель.
Помер близько 1750 року до н. е. Трон успадкував Абба'ел I. Інший син Ярім-Лім отримав царство в Алалахі. Ще один син — Нікасе — високу державну посаду.